# Frederick Gregory (historien)
Pour les articles homonymes, voir Gregory.
Frederick Gregory (né en 1942) est un historien des sciences américain, Professeur d'histoire des sciences à l'université de Floride.

## Biographie
Frederick Gregory obtient son B.S. en Mathématiques du Wheaton College en Illinois (1965), suivi d'un B.D. (Bachelor of Divinity) au Gordon-Conwell Theological Seminary (1968), d'une maîtrise en histoire des sciences à l'Université du Wisconsin à Madison (1970), et d'un doctorat de l'Université Harvard (1973).

## Travaux
Il a fourni des commentaires pour la production américaine de la série télévisée The Day the Universe Changed. 
Les sujets de recherche de Gregory se concentrent sur la science allemande aux 18e et 19e siècles, en particulier en ce qu'elle reflète le cadre culturel plus large dans lequel elle s'inscrit. Son manuel de premier cycle en deux volumes, Natural Science in Western History, a été publié en 2008.
Il est président de l'History of Science Society (1996–1997).

## Distinctions
Il a reçu une bourse Alexander von Humboldt du gouvernement allemand, une bourse du Dibner Institute for the History of Science au Massachusetts Institute of Technology. Il est lauréat en 2009 du prix Joseph H. Hazen, décerné par la History of Science Society pour l'excellence dans l'enseignement. Il est également lauréat du John Mahon Teaching Award, de l'université de Floride, ainsi que le Norman Wilensky Graduate Teaching Award et membre correspondant de l'Académie internationale d'histoire des sciences.

## Publications
- (en) Frederick Gregory, « Proto-Monism in German Philosophy, Theology, and Science, 1800--1845 », dans Monism: Science, Philosophy, Religion, and the History of a Worldview, 2012[3].
- Natural Science in Western History. Houghton Mifflin (2008).
- (en) Frederick Gregory, « Hans Christian Oersted's Spiritual Interpretation of Natural Science », dans Hans Christian Ørsted and the Romantic Legacy in Science : Ideas, Disciplines, Practices, 2007.
- (en) Frederick Gregory, « Extending Kant: The Origins and Nature of Jakob Friedrich Fries's Philosophy of Science », dans The Kantian Legacy in Nineteenth Century Science, 2006.
- (en) Frederick Gregory, « Science and Religion », dans From Natural Philosophy to the Sciences : Writing the History of Nineteenth-Century Science
- (en) Frederick Gregory, « Two dogmas of historiography », dans Ideengeschichte und Wissenschaftsphilosophie : Festschrift für Lutz Geldsetzer, 1997.
- Nature lost? Natural science and the German theological traditions of the 19th century. Harvard University Press (1992).
- Scientific materialism in 19th-century Germany. Reidel coll. « Studies in the history of modern science » (1977)[4].